# Кристенсен, Джосс
Джосс Кристенсен (англ. Joss Christensen; род. 20 декабря 1991, Солт-Лейк-Сити) — американский фристайлист. Чемпион по слоупстайлу на зимних Олимпийских играх 2014 года в Сочи.

## Карьера
Кристенсен участвует в соревнованиях AFP World Tour с 2009 года. Добился своего первого подиума в апреле 2009 года, заняв второе место в слоупстайле на Кубке Дюмона в Ньюри. В сезоне 2009—2010 занял второе место в слоупстайле на Кубке Дюмона в Ньюри и третье место на Winter Park Open в Уинтер-Парк. Дебютировал на Кубке мира в марте 2011 года в Ла-Плани, где занял шестое место в хафпайпе. В начале сезона 2011—2012 попал в Биг Эйр на Новозеландских зимних играх в Кардроне (золотая медаль). Позже в том сезоне занял третье место в хафпайпе на Pipe Open Series в Уистлере и на Гран-при США в Mammoth. Он также занял третье место в хафпайпе и слоупстайле на финале AFP World Tour Finals в Уистлере. Он закончил сезон четвертым в турнирной таблице AFP World Tour. В марте 2013 года занял третье место в слоупстайле на Кубке Дюмона в Ньюри. На своем первом олимпийском участии в 2014 году в Сочи он стал олимпийским чемпионом в соревнованиях по слоупстайлу, которые проводились впервые. На зимних X Games 2015 в Аспене он выиграл серебряную медаль в слоупстайле. В феврале 2015 года одержал свою первую победу на Кубке мира в Парк-Сити и занял второе место в Кубке мира по слоупстайлу. После третьего места в слоупстайле на Кубке мира в Кардроне в начале сезона 2015—2016 он выиграл Кубок мира и Гран-при США в Мамонте по слоупстайлу и по итогам сезона финишировал 24-м в общем зачете Кубка мира и пятым. Он финишировал девятым в слоупстайле на Winter X Games 2016. В сезоне 2016—2017 он занял шестое место в слоупстайле на Winter X-Games 2017 и X-Games Norway 2017 в Хафьеле. Он занял 44-е место в слоупстайле на чемпионате мира по фристайлу 2017 года в Сьерра-Неваде.

## Видео
- Джосс Кристенсен — первый в слоупстайле.